# قسم فيشور الريفي
قسم فيشور الريفي (بالفارسية: دهستان فيشور) (بالفارسية: دهستان فیشور) منطقة ريفية في ناحية عوض، مقاطعة لارستان، محافظة فارس، إيران. في إحصاء عام 2006 ميلادية، بلغ عدد سكانها 5,920 نسمة، في 1,046 عائلة، مع فيشور التي انفصلت فيما بعد وصارت مدينة فيشور. ويبلغ عدد سكانها منفردة 719 نسمة في 126 عائلة. يتكون قسم فيشور الريفي من 6 قرى.